# Negha meridionalis
Negha meridionalis là một loài côn trùng trong họ Inocelliidae thuộc bộ Raphidioptera. Loài này được U. Aspöck miêu tả năm 1988.